# Honeyst
HONEYST (Hangul: 허니스트) foi uma banda sul-coreana formada pela FNC Entertainment em 2017.
Seus integrantes são: Dong Seong, Cheol Min, Kim Hwan e Seung Seok. A banda estreou no dia 17 de maio de 2017 com o single Like You 
FNC Entertainment anunciou o disband da banda no dia 26 de Abril de 2019.

## História

### Pré-estreia
A banda participou sob o nome NEOZ Band no programa de sobrevivência D.O.B (Dance Or Band) em maio de 2016, onde eles enfrentaram o NEOZ Dance, que agora é conhecido como SF9.

### 2017: Estréia com Like You
A banda estreou no dia 17 de maio de 2017 com o single 반하겠어 (Like You), tendo o álbum com o mesmo nome. O álbum estreou na 41° posição e ficou na 22° posição no Gaon Album Chart.  

## Integrantes
- Oh Seung Seok (Hangul: 오승석) nasceu no dia 26 de junho de 1995. Ele é o baterista.[5]
- Kim Cheol Min (Hangul: 김철민) nasceu no dia 29 de março de 1996. Ele é o vocalista principal, guitarrista e tecladista.[6]
- Seo Don Seong (Hangul: 서동성) nasceu no dia 9 de abril de 1996. Ele é o líder, vocalista e baixista.[7]
- Hwan Kim (Hangul: 김환) nasceu no dia 19 de setembro de 1996. Ele é o vocalista e guitarrista.[8]

## Discografia

### Single Album
| Título   | Detalhes do álbum | Melhor Posição Nos Gráficos | Vendas        |
| Título   | Detalhes do álbum | KOR                         | Vendas        |
| -------- | --- | --------------------------- | ------------- |
| Like You | - Lançamento: 17 de maio de 2017 - Gravadora: FNC Entertainment, LOEN Entertainment - Formato: CD, Download Digital Track listing 1. Like You(반하겠어) 2. My Girl 3. 감정 | 22                          | - COR: 2,280+ |

### Singles
| Título                                                                                           | Ano  | Melhor Posição Nos Gráficos | Álbum    |
| Título                                                                                           | Ano  | KOR                         | Álbum    |
| ------------------------------------------------------------------------------------------------ | ---- | --------------------------- | -------- |
| "Like You" (반하겠어)                                                                            | 2017 | —                           | Like You |
| "—" denota lançamentos que não entrou nos gráficos ou não foram disponibilizados naquela região. |      |                             |          |

## Filmografia

### Programa de Variedades
| Ano  | Show                  | Rede | Membros          | Notas                     |
| ---- | --------------------- | ---- | ---------------- | ------------------------- |
| 2016 | D.O.B (Dance Or Band) | Mnet | Todos os membros | Programa de Sobrevivência |